# Azotobacter vinelandii
Azotobacter vinelandii és un bacteri diazòtrof que pot fer la fixació del nitrogen quan crix en aerobiosi és un sistema genèticament tractable qu es fa servir per estudiar la fixació del nitrogen. Són bacteris fàcilment cultivables.
És un organisme de vida lliure que fixa el N₂ fi produeix moltes fitohormones i vitamines en el sòl.
L'holoenzim nitrogenasa d'Azotobacter vinelandii està ben caracteritzat via cristal·lografia de raigs X tant en enllaç ADP com en enllaç MgATP